# 西筒子

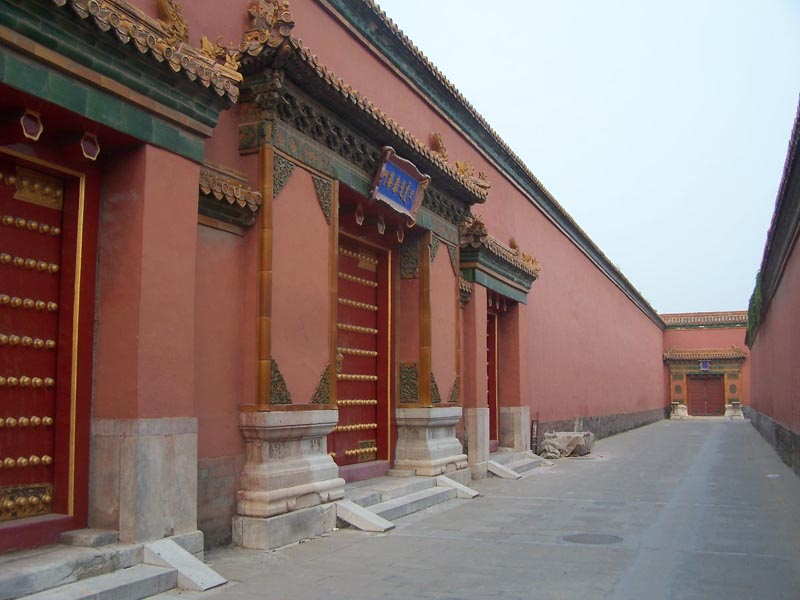
近处是雨花阁前的春华门。门前通道为西筒子。远处是啟祥門（外啟祥門）

西筒子，是北京故宫外西路的一条南北通道。

## 简介
西筒子和故宫外东路的东筒子相对，是故宫外西路重要的南北通道。外东路、外西路与内廷隔绝，高墙之间各夹一条南北通路，即东筒子、西筒子。西筒子是神武门、隆宗门、长庚门之间的要道。
英华殿院落的东、西两侧原来各有一座跨院。东跨院及内诸旗房在清朝乾隆八年（1743年）被拆除，改建为西筒子北段（即英华殿、建福宫花园之间段）。
由于故宫外西路的许多宫殿长年不对游客开放，所以西筒子也一直不对游客开放。故宫博物院的警卫队夜间巡查时，一般在神武门和西华门之间沿内廷的外墙巡查，会定时通过西筒子。2013年清明节放假期间，故宫博物院开通除御花园东西两侧之外的第三条游览通道，即打开啟祥門（外啟祥門），让仅参观西六宫区域、不准备参观御花园的观众，可选择从启祥门西出，沿着西筒子往北，经西长房到达神武门出去，这是一条单向通道。此後，故宫博物院每逢5月国际劳动节、10月国庆等放假期间，经常打开啟祥門、西筒子的这条通道。
西筒子大致可分为四段：
- 从隆宗门到啟祥門（外啟祥門）：西筒子南到隆宗门外，南起养心殿、西三所之间（慈祥门开在此段西侧），向北到啟祥門（外啟祥門）外向西折。
- 从啟祥門（外啟祥門）到寿安门外东端随墙门：从啟祥門（外啟祥門）外向西，沿着雨花阁南侧的春华门外向西，到寿安门外甬道东端随墙门外，再向北折。（若进入寿安门外东端的随墙门，可直通长庚门。）
- 从寿安门外东端随墙门到英华殿山门外院的东门：沿着寿安宫、中正殿之间向北（路中段靠西有口井），到尽头向西折（路北有个随墙门，门内有长方形院落），到英华殿山门外院的东门外。
- 从英华殿山门外院东门到北横街：从英华殿山门外院的东门外向北折，沿着英华殿与建福宫花园之间直达神武门内西侧的北横街（南段靠西有英华殿山门外院的东门）。[6]